# Lasioglossum pumilum
Lasioglossum pumilum là một loài Hymenoptera trong họ Halictidae. Loài này được Sakagami & Tadauchi mô tả khoa học năm 1995.